# Васильев, Александр Григорьевич
Александр Григорьевич Васильев (1888—3 мая 1931) — большевик, член Всероссийского Учредительного собрания (УС), советский военный деятель.

## Биография
Родился в Санкт-Петербурге. Но его родители выходцы из крестьян Турской волости Лужского уезда Петроградской губернии. В анкете указывал, что получил «среднее домашнее образование» (в документах, связанных с избранием в УС указано «низшее образование»). По специальности рабочий-металлист (по другим сведениям чертёжник).

### Революционная деятельность
С марта 1905 года член РСДРП (б), сначала состоял в ячейке Невского судостроительного механического завода. C 1904 года под полицейским надзором. Во время революции 1905 года участвовал в деятельности Петроградского совета рабочих депутатов. Позднее менял места работы, а вместе с ними и принадлежность к партийным ячейкам. Работал на других заводах в Санкт-Петербурге, на юге России, в Прибалтийском крае. Дважды был арестован, в общей сложности провёл 2 с половиной года в тюрьмах (из них в 1907-м году почти 12 месяцев в петербургских Крестах). Был административно выслан.
8 ноября 1914 года мобилизован в действующую армию. 1 марта 1915 года окончил подготовку в учебной команде Двинского пехотного полка. 6 июня произведён в младшие унтер-офицеры, а 20 июля 1915 в фельдфебели 436-го пехотного полка.

#### В 1917 году
После Февральской революции 7 марта 1917 года избран революционными солдатами председателем полкового комитета 436-го пехотного полка, а затем членом «дивизионно-корпусного комитета» 12-й армии Северного фронта. С момента возникновения большевистской партийной ячейки после Февральской революции и до ликвидации[когда?] военной организации большевиков Васильев был одновременно её «председателем, и секретарем». В марте 1917 года ячейка 12-армии вошла в Рижскую партийную организацию, а затем — в латвийскую организацию, находясь в подчинении у Центрального комитета Социал-демократии Латвии. Вместе с Д. И. Гразкиным, И. Н. Шубиным и большевиками Р. Ф. Сиверсом и Ф. П. Хаустовым был одним из соредакторов солдатской большевистской газеты Северного фронта «Окопная правда». Первый номер этой газеты был опубликован 30 апреля (13 мая) года на средства самих солдат 436-го Новоладожского полка. С третьего номера этой газеты Васильев стал сотрудничать с её редакцией, к выходу седьмого номера (17(30) мая 1917) эсеры от руководства этим изданием были оттеснены, и «Окопная правда» стала газетой большевистской военной организации и русской секции при Рижском комитете РСДРП(б). Газета сыграла важную роль в большевизации солдатских масс.

Летом 1917 года участник общероссийской конференции военных организаций, на ней стал членом Бюро Военной организации при Петроградском комитете РСДРП(б). После июльского кризиса арестован Временным правительством. Вместе с другими арестантами, содержавшимися в 1-м Комендантском управлении Петроградского гарнизона, направил приветствие VI съезду РСДРП(б): 
Мы, одни из первых политических заключённых в “свободной” России, шлём наш товарищеский привет съезду РСДРП. Мы знаем, что та клеветническая и грязная кампания, которая теперь ведётся при попустительстве отечественных оборонцев правительственных партий против революционной социал-демократии и нас, в частности, — лишь отзвук похода реакции на пролетариат. Но мы смело и бодро смотрим на будущее — ведь там близкое торжество рабочего класса. Дружной работы, товарищи!
 Приветствие было зачитано Я. М. Свердловым первым среди других приветствий и телеграмм.
В августе 1917 года избран в комитет 12-й армии Северного фронта. По-видимому, тогда же назначен командиром отряда из трёх родов оружия 6-го латышского полка и 2-й батареи 436-го полка. Это дало Васильеву возможность во время Октябрьских событий в Петрограде занять со своим отрядом штаб 12-й армии и выделить 6-й латышский полк на помощь революционному Петрограду. Вследствие этого на II-м Всероссийском съезде Советов Васильев был избран членом ВЦИК второго созыва. 1 ноября 1917 года назначен комиссаром 12-й армии.
В конце 1917 года избран в Всероссийское Учредительное собрание по избирательному округу Северного фронта по списку № 5 (большевики). 5 января 1918 года участвовал в единственном заседании Учредительного собрания.

### Во время Гражданской войны
8 января 1918 года Васильев назначен «ответственным инструктором-организатором по организации Красной армии». Чуть позднее в начале того же года направлен ЦК РСДРП(б) в город Псков. Там являлся председателем Псковской губернской партийной организации, состоял в Псковском совете солдатских и рабочих депутатов и Верховном совете Северного фронта солдатских и рабочих депутатов. Редактировал газеты «Северная правда» и «Псковский набат». В феврале 1918 года при наступлении на Псков немецких войск был начальником Псковского штаба обороны.
С марта по май 1918 года Васильев был на партийной работе в Екатеринославской организации РКП(б). Сведения о его военной деятельности в апреле-мае 1918 года противоречивы. Партийные документы свидетельствуют, что Васильев являлся начальником штаба и командиром полка, задержавшего наступление «австро-германских» сил по направлению Екатеринослав — Синельниково. Однако по документам военного архива он был командиром «Чрезвычайного штаба по обороне г. Екатеринослава» и командовал сборной бригадой при отступлении перед австро-венграми из Украины, сведения о сдерживании наступления отсутствуют.
Затем Васильев переходит на инструкторскую и организационную партийную работы, а кроме того, осуществляет проверки по линии партийного контроля в Ярославской, Вологодской, Архангельской, Костромской и Иваново-Вознесенской партийных организациях РКП(б).
В мае 1918 года член ревизионной комиссии под руководством М. С. Кедрова, где представляет сразу два наркомата — по военным делам РСФСР (Наркомвоен) и по внутренним делам (НКВД). В июле 1918 года состоял в штабе «пятерки» по ликвидации левоэсеровского мятежа в Москве. В июле же по распоряжению Я. М. Свердлова направлен на работу в Оперативный отдел (Оперод) Наркомвоена с целью организации политотделов, ведал распределением всех мобилизованных членов партии, занимал должность заместителя заведующего этого отдела. Занимал эту должность эту должность до организации Полевого штаба РВСР в результате слияния Штаба Высшего военного совета и Оперода Наркомвоена, то есть примерно до 10 ноября.
На 5-м Всероссийском съезде Советов избран во ВЦИК 5-го созыва (во ВЦИК 4-го созыва он пропустил).

### Закат карьеры, болезнь, смерть
21 ноября 1918 года первый раз командирован в Академию Генштаба для прохождения курса обучения. По мнению историка С. С. Войтикова во время Гражданской войны попавших под подозрение военспецов часто направляли в академию преподавать, а проштрафившихся комиссаров — на учёбу. Таким образом направление на учёбу можно было бы рассматривать, как первое проявление недоверия, если бы одновременно с этим 21 ноября Васильев не получил ответственного задания. Он наряду с бывшим председателем ЧК на Восточном фронте, членом ВЧК М. И. Лацисом и комиссаром Р. С. Землячкой вошёл в комиссию по ревизии и реорганизации Военного контроля и армейских Чрезвычайных комиссий. В результате ревизии были созданы два органа военной разведки — Особый отдел и Регистрационное управление Полевого штаба РВСР (Региструп). При этом военспец Главный консультант начальника Региструпра Г. И. Теодори 12 декабря 1918 года обратился к Свердлову с просьбой оградить военную разведку от нападок А. Г. Васильева, Р. З. Землячки и Г. И. Бруно, но «особенно со стороны т. Васильева». По мнению Теодори выпады этих партийцев «уместные для личной демагогии и в начале революции», отбивают «у коммунистов охоту учиться…, а у специалистов — …веру в необходимость работы, веру в ее продуктивность».
21 декабря 1918 года Васильев приступил к занятиям в Академии Генштаба. 6 марта 1919 года от испанки скоропостижно скончался Свердлов, с которым Васильев был тесно связан. После этого карьера Александра Григорьевича пошла резко вниз. 22 июня 1919 года после окончания «ускоренного курса» Академии Васильев получил назначение «членом комиссии по переработке воинских уставов». В июле направили «в распоряжение» командующего Западным фронтом. Там он был в распоряжении у командующего 7-й армией. Им назначен помощником начальника штаба 11-й бригады 1-й стрелковой дивизии. Сразу же после этого получил назначение начальником штаба, а в августе 1919 стал командиром 11-й бригады. Но тут же Полевой штаб Реввоенсовета отзывает Васильева и командирует его в 14-ю армию комбригом. 18 августа приказом по 14-й армии его назначают командиром гарнизона в городе Конотоп и комендантом укрепрайона Конотоп—Бахмач.
12 сентября 1919 Васильева во второй раз отправляют для обучения в Академию Генштаба. 17 июня 1920 года направлен по распоряжению командующего войсками Западного фронта в Запасную армию на должность начальника штаба.
1 июля 1920 года Васильев направил в «Реввоенсовет Зап[адного] фронта т. Смилге» (с И. Т. Смилгой Васильев был знаком ещё со времён работы в «Окопной правде», где Смилга под инициалами регулярно публиковал сообщения) следующую телеграмму:
В настоящий момент нахожусь за Петрозаводском в штабе 2-й бр[игады] 6-й стр. див[изии] на до[лжности] помощника на[чальника] шта[ба] брига[ды] по разведывательной части.
Прошу отсюда немедленного откомандирования на левый фланг Зап[адного] фронта, хотя [бы и] на должность ротного писаря. Мотивы: 1) ничего решительно не могу здесь почерпнуть поучительного по причинам весьма веским, о которых в телеграмме не считаю возможным писать; 2) хроническое недоедание в Москве здесь усилилось раза в три и посему появились признаки цинги и усилилось малокровие.

При неполучении в трехдневный срок положительного ответа вынужден буду с работой по Генштабу расстаться и перейти на работу исключительно политическую, для чего отправлюсь в Цека за директивами.
30 октября 1920 года, находясь в командировке в Москве, Васильев устроил пьяный дебош. Отсидев несколько дней в МЧК, он получил строгий выговор от Оргбюро ЦК РКП(б). Объяснял своё поведение Васильев «многочисленными ранениями и контузиями», полученными за шесть лет работы на передовой (с 1914 по 1920 год).
10 декабря 1920 года Васильев в третий раз командирован в Военную академию РККА для прослушивания дополнительного курса. Но 21 января 1921 года Васильев возвращён в Запасную армию. 14 октября 1921 завершил обучение в Академии с оценкой «весьма удовлетворительно» и был направлен в распоряжение начальника Штаба РККА. 26 апреля 1922 года назначен временно исполняющим должность начальника 15-й Сивашской стрелковой дивизии.
Вскоре комиссия командования войсками Украины и Крыма по итогам инспектирования 15-й Сивашской стрелковой дивизии писала:
...До приезда комиссии высшего командования нач[альник] п[олит]о[тдела] див[изии] т. Строганов и др. нач[альники] политорганов скрывали халатное отношение к работе, постоянное пьянство начдива т. Васильева. Поведение начдива т. Васильева является одной из причин слабой боеспособности дивизии <...>. Начдив за период пребывания комиссии в Елисаветграде ни разу не явился своевременно к началу занятий: на смотр 130-го полка и див[изионной] школы опоздал на полтора часа, в обыкновенное время шта[б] див[изии] посещает неаккуратно, почему на[чальнику] шта[ба] див[изии] часто приходится принимать посетителей начдива, отвлекаясь от работы по штабу. Кроме того, вид начдива ни разу не оказался вполне трезвым; обыкновенно [он] пьянствует. Стрелковой подготовленности частей дивизия не знает, указывая, что успех стрельбы выражается в 60 % попадания, тогда как данные отчета по дивизии говорят совсем обратное. Отмечается со стороны начдива неумелое вмешательство в распоряжения командира 130-го полка по руководству им занятиями с комсоставом, чем тормозилась работа... Начдив т. Васильев почти не бывает в штабе дивизии, ввиду чего нач[альник отдела] снаб[жения] див[изии] т. Рогов вот уже больше недели не может сделать ему доклад о состоянии снабжения и получить то или иное разрешение на выход из критического положения…
22 мая 1922 зачислен в резерв Штаба РККА. Вслед за этим занял должность начальника штаба 9-го стрелкового корпуса с регулярными назначениями врид комкора. Но 16 июня 1923 года по ходатайству командования Северокавказского
военного округа вновь отправлен в распоряжение Штаба РККА. 9 августа 1923 года уволен в бессрочный отпуск. Сокращен из РККА в ходе военной реформы 1923 года.
Род занятий в течение двух лет неизвестен. В 1925 году назначен ответственным редактором журнала «Война
и техника». В 1930 году вышел в отставку по болезни, среди которых указаны «истерические реакции беспомощного человека» и «реактивная депрессия».
4 мая 1931 года, на следующий день после кончины А. Г. Васильева в «Известиях ЦИК СССР и ВЦИК Советов» был помещён некролог. В нём сказано: «Продолжительная болезнь сразила крепкого бойца большевистской партии т. Васильева…».
Современный историк, первый биограф Александра Григорьевича Васильева С. С. Войтиков пишет:
Гражданская война поломала психику многих. Старый большевик, видный деятель армейских комитетов, член нескольких (2-го, 3-го, 5-го и 6-го) созывов первого советского парламента <...> сломался от жизненной пустоты и безысходности.

## Семья
- Жена (после 1922) — Ольга Ивановна Васильева (1891?—?), урождённая ?. В мае 1931 года о ней писали, как о «40-летней нетрудоспособной вдове»[1].

## Комментарии
1. ↑  Биограф А. Г. Васильева С. С. Войтиков цитирует доклад о результатах выборов в Учредительное собрание уполномоченного начальника штаба Верховного главнокомандующего начальнику штаба от 9 декабря 1917 года: Северный фронт. Избранный в члены Учредительного собрания Ульянов-Ленин снял свою кандидатуру, ввиду избрания его от Балтийского флота. Вместо него считается избранным следующий по списку большевиков — Васильев[1]. В УС от Северного фронта были избраны: по списку 5 (большевики) — В. А. Антонов-Овсеенко, С. П. Медведев, С. М. Нахимсон, Н. И. Подвойский, А. И. Седякин, Э. М. Склянский, И. Т. Смилга, П. И. Стучка, А. Л. Шейнман, по списку 3 (эсеры и Совет крестьянских депутатов ) — Н. Н. Иванов, В. А. Колеров, М. А. Лихач, Б. Н. Рабинович, В. Л. Утгоф, и по списку 4 (украинские эсеры и мусульманские социалисты) — И. Г. Клочок. Так как голосование проходило по спискам, то, если следовать докладу, Васильев мог оказаться избранным благодаря снятию Лениным своей кандидатуры, только в том случае, если бы в списке большевиков он был всего лишь 11-м, а Ульянов-Ленин — 10-м.